# Сиврије д'Азерг
Сиврије д'Азерг (фр. Civrieux-d'Azergues) насеље је и општина у источној Француској у региону Рона-Алпи, у департману Рона која припада префектури Лион.
По подацима из 2011. године у општини је живело 1484 становника, а густина насељености је износила 295,62 становника/km². Општина се простире на површини од 5,02 km². Налази се на средњој надморској висини од 189 метара (максималној 303 m, а минималној 189 m).

## Демографија
| 1962. | 1968. | 1975. | 1982. | 1990. | 1999. | 2011. |
| ----- | ----- | ----- | ----- | ----- | ----- | ----- |
| 452   | 537   | 768   | 898   | 1.099 | 1.299 | 1.484 |

График промене броја становника у току последњих година